# Carex fritschii
Carex fritschii är en halvgräsart som beskrevs av Anton Waisbecker. Carex fritschii ingår i släktet starrar, och familjen halvgräs. Inga underarter finns listade i Catalogue of Life.